# کانر مک‌گرگور
کانر آنتونی مک‌گرگور (به ایرلندی: Conchúr Antóin Mac Gréagóir) (زاده ۱۴ ژوئیه ۱۹۸۸) بوکسور، هنرهای رزمی ترکیبی و بازیگر اهل ایرلند است. او اولین مبارزی است که همزمان در دو وزن مختلف مسابقات یو اف سی به قهرمانی رسید و نیز یکی از بهترین مبارزان هنرهای رزمی ترکیبی در تمام ادوار به‌شمار می‌رود.
مک‌گرگور مبارزات ترکیبی_حرفه‌ای را از سال ۲۰۰۸ شروع کرد و در سال ۲۰۱۲ قهرمان دو وزن مختلف سازمان Cage Warriors شد و به مسابقات یواف‌سی راه یافت. او در سال ۲۰۱۵ توانست در مبارزه برای کمربند قهرمانی پَر وزن، ژوزه آلدو، قهرمان شکست‌ناپذیر یواف‌سی را در ۱۳ ثانیه شکست بدهد و به قهرمانی جهان دست یابد. این رکورد مک‌گرگور سریع‌ترین ناک‌اوت بر سر کمربند قهرمانی در تاریخ مسابقات یواف‌سی است.
او در مبارزهٔ بعدی خود در سال ۲۰۱۶ که برای کسب قهرمانی سبک‌وزن بود، ادی آلوارز آمریکایی را ناک‌اوت کرد و به کمربند قهرمانی این وزن نیز دست یافت. مبارزهٔ او با حبیب نورمحمدوف پُربیننده‌ترین مبارزه در تاریخ هنرهای رزمی ترکیبی بود که با برد حبیب نورمحمدوف همراه شد.

## ورود به یواف‌سی
کانر مک‌گرگور در سال ۲۰۱۳ وارد سازمان یو اف سی شد. وی در حالی به یو اف سی ورود پیدا کرد که دارنده عنوان قهرمانی در دو وزن هم‌زمان در Cage Warriors بود و ۸ مبارزه آخرش را هم به‌طور متوالی برده بود.
وی در آوریل ۲۰۱۳ در اولین مسابقه رسمی خود در یواف‌سی حریف خود (مارکوس بریمِیج) را با عملکردی جالبِ توجه، در یک دقیقه و هفت ثانیه ناک‌اوت کرد و جایزهٔ ناک‌اوت شب را از سازمان یواف‌سی دریافت کرد.

## حضور در یواف‌سی و مسابقات مهم

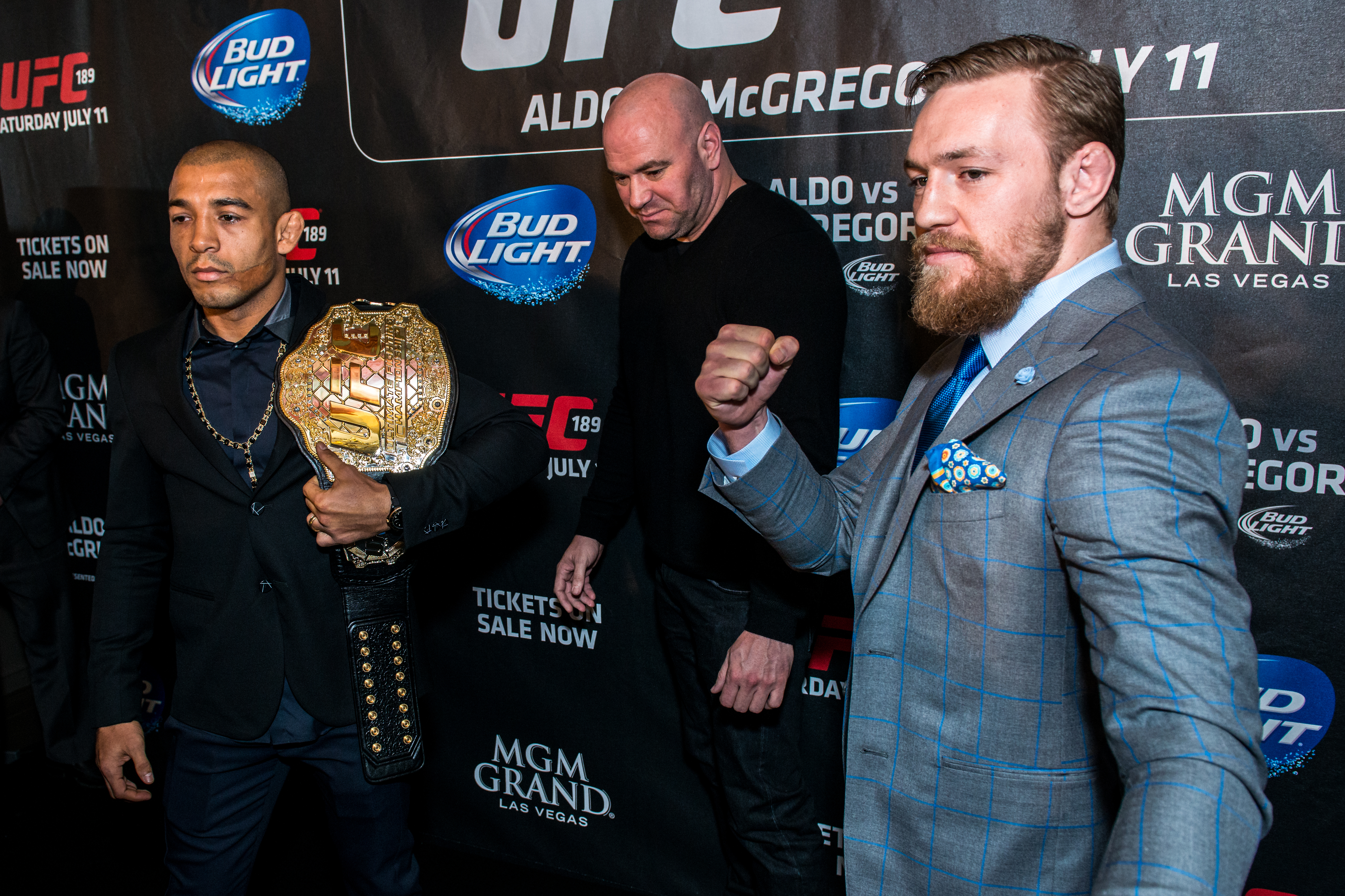
مک‌گرگور (راست) و ژوزه آلدو (چپ) در تور جهانی تبلیغ مبارزه یواف‌سی ۱۸۹، مارس ۲۰۱۵ در لندن

### مبارزه با ژوزه آلدو
پس از بحث و جدل بسیار در مسابقه یواف‌سی ۱۹۴، کانر مک‌گرگور و ژوزه آلدو مقابل یکدیگر قرار گرفتند که مک‌گرگور، الدو را در ۱۳ ثانیه ناک‌اوت کرد و آلدو پس از ۱۰ سال پیروزی پیاپی، سرانجام متحمل شکستی تحقیرآمیز شد.

### مبارزه با نیت دیاز
در یواف‌سی ۱۹۶ مسابقه‌ای بین کانر و نیت دیاز ترتیب داده شد. نیت دیاز موفق شد در راند آخر این مبارزه، کانر را در وضعیت  سابمیشن تسلیم کند و با پیروزی از قفس مسابقه خارج شود. به این ترتیب اولین باخت مک‌گرگور پس از ورود به سازمان یواف‌سی رقم خورد. پس از این مسابقه، طولی نکشید که به درخواست کانر مجدداً مسابقه‌ای بین این دو مبارز در یواف‌سی ۲۰۲ حدوداً پنج ماه بعد از مسابقهٔ اول طراحی شد که کانر در یک مبارزه خونین و سخت با رأی متحد داوران پیروز شد.

### مبارزه با ادی آلوارز
پس از پیروزی‌های متوالی مک‌گرگور در وزن جدید، ادی آلوارز خواستار مسابقه‌ای بین وی و کانر شد تا برای کسب عنوان قهرمانی مبارزه کنند. در یواف‌سی ۲۰۵ این دو مبارز به مصاف هم رفتند که مک‌گرگور در راند دوم ادی را ناک‌اوت کرد و کمربند دوم خود را نیز دریافت نمود.و در همین حین

### مبارزه با حبیب نورماگومدوف
پس از کسب کمربند قهرمانی جدید در سبک‌وزن توسط حبیب نورماگومدوف، در سال ۲۰۱۷ مسابقه میان مک‌گرگور و او رسماً اعلام شد. درگیری لفظی نورماگومدوف و تیم همراهش با یکی از دوستان مک‌گرگور باعث شد تا مک‌گرگور این اقدام را پیغامی به خودش تعبیر کند. او در آوریل ۲۰۱۸ به نیویورک رفت و به اتوبوس حامل نورماگومدوف و هم‌تیمی‌هایش حمله کرد. وی با وسایلی همچون صندلی، شیشه‌های اتوبوس را شکست و خبیب را صدا میزد ، اما خبیب  اتوبوس را ترک نکرد  و بر اثر هجوم کانر به اتوبوس، چند نفر از ورزشکاران و کارکنان یواف‌سی زخمی شدند. مک‌گرگور پس از این حادثه دستگیر و در دادگاه محکوم شد.
در رویداد یواف‌سی ۲۲۹ (تاریخ ۶ اکتبر ۲۰۱۸)، پس از حواشی و جنجال بسیار، مبارزه میان مک‌گرگور و نورماگومدوف، برای تصاحب کمربند قهرمانی سبک‌وزن برگزار شد. این مسابقه یکی از پربیننده‌ترین و مهم‌ترین مسابقات در تاریخ هنرهای رزمی ترکیبی به‌شمار می‌رفت. مک‌گرگور که به مدت دو سال از مبارزات یواف‌سی دور بود، سرانجام در راند چهارم با حالت سابمیشن تسلیم شد و مسابقه را واگذار کرد. پس از اتمام مبارزه، نورماگومدوف در اقدامی جنجال‌برانگیز از قفس مبارزه بیرون پرید و با مربی مک‌گرگور درگیر شد. در این هنگام چندنفر از اعضای تیم نورماگومدوف نیز با نامردی با مک‌گرگور درگیر شدند ولی کانر در مقابل آنها وایساد و کتکشان زد. دانا وایت رئیس سازمان یواف‌سی اعلام کرد که این افراد دستگیرشده‌اند. پس از این اتفاقات هر دو مبارز محکوم به پرداخت جریمه نقدی شدند. همچنین کمیسیون ورزشی نوادا نیز اعلام کرد موضوع را بررسی کرده و نورمحمدوف را جریمهٔ نقدی و تا مدتی محروم خواهد کرد. نورمحمدوف در نشست خبری ساعاتی پس از مسابقه، ضمن ابراز عذرخواهی، دلیل درگیری وی در خارج از قفس را توهین‌های صورت‌گرفته به خود بیان کرد. بعد ها در مستند کانر مشخص شد ک او چن روز قبل از مبارزه دچار مصدومیت شده اما هیچ‌وقت این را بهانه نکرد.

### ریمچ با داستین پویریر
در سال ۲۰۲۱ کانر مک گرگور خبر از بازگشت خود به مسابقات هنرهای رزمی ترکیبی و سازمان یو اف سی را داد. وی دلیل بازگشت دوبارهٔ خود را، ثبت رکوردهای جدید دانست. با برگزاری ریمچ (مبارزه دوباره) بین او و داستین پویریر، وی برخلاف اذهان علاقمندان به مبارزات رزمی، ظاهر شد. کانر که خود را برای مبارزه دوباره با حبیب نورماگومدوف آماده می‌کرد نتوانست رؤیای خود را به واقعیت تبدیل کند، و سرانجام مقابل داستین پویریر در راند دوم ناک اوت شد.

### مسابقه بوکس با فلوید می‌ودر
ماه اوت ۲۰۱۷ در یکی از جذاب‌ترین و پُربیننده‌ترین رویدادهای ورزشی جهان، مسابقه بوکسی به درخواست مک‌گرگور میان او و فلوید می‌ودر (به انگلیسی: Floyd Mayweather)، مشت‌زن سرشناس آمریکایی برگزار شد.
پیش از مسابقه به دلیل اینکه مک‌گرگور بیشتر یک مبارز ترکیبی به‌شمار می‌رفت، از سوی منتقدان به عنوان بازنده قطعی در نظر گرفته می‌شد سرانجام این مبارز  ایرلندی توانست مسابقه را به راند دهم بکشاند. فلوید می‌ودر در پنجاهمین پیروزی متوالی‌اش موفق شد کانر مک‌گرگور، یکی از اسطوره‌های مبارزات هنرهای رزمی ترکیبی را در راند دهم ناک‌ داون کند و جایگاه خود را به عنوان یکی از بهترین بوکسور‌های تاریخ تثبیت کند.

## زندگی شخصی

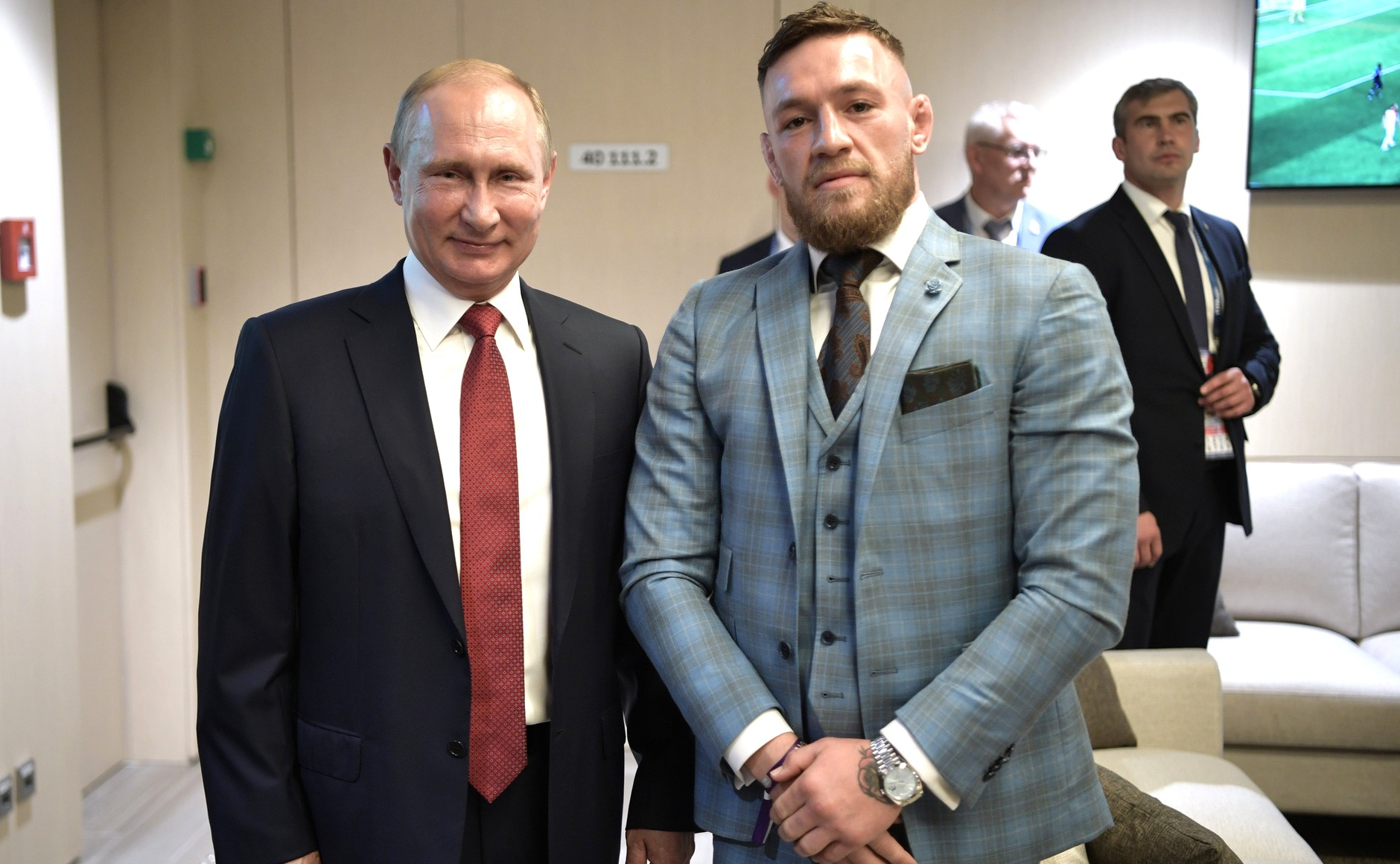
ولادیمیر پوتین و کانر مک گرگور در فینال جام جهانی ۲۰۱۸ روسیه

مک‌گرگور صاحب چهار فرزند شامل سه پسر به نام‌های، ریان، کانور جونیور و ؟ و یک دختر به نام کرویا است. پدر کانر مک گرگور، تونی مک گرگور از پدری  ایرلندی و مادری  انگلیسی به دنیا آمد. وی دو خواهر بزرگتر از خود به نام‌های اِرین و اویف دارد و از سال ۲۰۰۸ با شریک زندگی‌اش دی داولین زندگی می‌کند.
او یک مبارز چپ دستِ هجومی و استاد جنگ روانی قبل از مبارزه فیزیکی است که می‌گوید از محمد علی کلی الهام گرفته‌است.
سال ۲۰۱۶ در بازی ویدئویی ندای وظیفه: جنگ‌های بی‌نهایت یک نقش به او اختصاص داده شد.
در سال ۲۰۲۴ در فیلم سینمایی کافه کنار جاده نقش آفرینی کرد.
او در سال ۲۰۱۵ حمایت خود را از تنوع  رنگ پوست و اقلیت‌های جنسی در کشورش ایرلند ابراز کرد و گفت: «ما همه انسانیم، با حق مساوی.»
کانر مک‌گرگور در سال ۲۰۱۷ از سوی مجله تایمز به عنوان یکی از ۱۰۰ فرد تأثیرگذار جهان انتخاب شد و در سال ۲۰۱۸ نیز از سوی مجله فوربز به عنوان چهارمین ورزشکار پردرآمد جهان پس از فلوید می‌ودر، لیونل مسی و کریستیانو رونالدو معرفی شد.

## حواشی
در حاشیه مراسم اعطای جوایز ویدئو موسیقی ام‌تی‌وی (MTV Video Music Awards) روی فرش قرمز،
کانر مک‌گرگور و مشین گان کلی خواننده و  نامزد مگان فاکس با یکدیگر درگیری فیزیکی پیدا کردند. دلیل عصبانیت کانر اینگونه گزارش شده‌است که وی خواستار عکس گرفتن با گان کلی بوده‌است که با بی‌توجهی او مواجه شده‌است لذا بی‌توجهی گان کلی، کانر را خشمگین کرده و باعث ایجاد این کنش غیراخلاقی از سوی کانر 《ریختن یک نوشیدنی به روی گان کلی》شد. با این حال سخنگوی مک گرگور به ایندیپندنت می‌گوید: «کانر مک‌گرگور از کسی درخواست نکرد که عکس بیندازند، و نقشی در ایجاد تنش نداشت. او ماشین گان کلی را نمی‌شناسد، جز اینکه او ژوئیه گذشته به دیدن یکی از مسابقات کانر رفته.»

## بازنشستگی و بازگشت
مک گرگور در سال ۲۰۱۹ مقابل رسانه‌ها، به‌طور رسمی از سازمان یواف‌سی که برگزارکننده بالاترین سطح قهرمانی مسابقات ترکیبی است، اعلام کناره‌گیری کرد اما در سال ۲۰۲۰ (دو سال دوری از مسابقات) با رودررویی و ناک‌اوت دونالد سرونی مبارزِ سطح بالای یواف‌سی در کمتر ۴۰ ثانیه، به مسابقات ترکیبی حرفه‌ای بازگشت. وی در ۷ ژوئن ۲۰۲۰ با انتشار پستی در اینستا گرام اعلام کرد برای همیشه از رقابت حرفه‌ای خداحافظی کرده‌است. او در سال ۲۰۲۱ با مبارزه در برابر داستین پویریر و متحمل شدن شکست به رقابت‌ها برگشت.او دوباره در سال ۲۰۲۳ خبر بازگشت خودرا داد و در سازمان UFC نیز از بازگشتش استقبال به عمل آورد و مسابقه کانر و مایکل چندلر رو به ثبت رسانده

## برخی از رکوردها و افتخارات
- رکورد سریع‌ترین پیروزی برای کسب کمربند قهرمانی در تاریخ مبارزات یواف‌سی (۱۳ثانیه)
- اولین قهرمان همزمان وزن‌های مختلف در تاریخ یواف‌سی (سبک‌وزن و پَر وزن)
- مبارزه شب یواف‌سی (۲ بار)، ناک‌اوت شب یواف‌سی (۱ بار) و نمایش شب یواف‌سی (۶ بار)
- بهترین مبارزه سال ۲۰۱۵ به انتخاب فاکس اسپورت
- بهترین مبارزه سال ۲۰۱۶ به انتخاب بلیچر رپورت
- مبارز سال ۲۰۱۶ به انتخاب فاکس اسپورت و شرداگ
- مبارز سال ۲۰۱۵ به انتخاب ای‌اس‌پی‌ان، فاکس اسپورت، جوایز جهانی ام‌ام‌ای و شرداگ
- مبارز پدیده سال ۲۰۱۴ به انتخاب شرداگ
- بهترین مبارز تازه‌وارد سال ۲۰۱۳ به انتخاب ام‌ام‌ای اینسایدر (MMA Insider)
- رکورد بیشترین ناک‌اوت در تاریخ پَر وزن (Featherweight) یواف‌سی
- پردرآمدترین ورزشکار سال ۲۰۲۱ (۱۸۰ میلیون دلار در سال) از نظر مجله معتبر فوربز